# Ferrari F399
Ferrari F399 – samochód Formuły 1, zaprojektowany przez Rory Byrne'a oraz Johna Barnarda dla zespołu Ferrari na sezon 1999.
F399 był podobny do poprzedniego modelu, F300. Różnił się od niego między innymi przednim spojlerem i zmodyfikowanym układem wydechowym. Sponsorem tytularnym pozostawała firma Marlboro, pozostali sponsorzy to FedEx, Fiat, General Electric, Shell, Telecom Italia, Tic Tac, TIM, Tommy Hilfiger i ZF Sachs.
Kierowcami samochodu byli początkowo Michael Schumacher i Eddie Irvine. Po wypadku Schumachera podczas Grand Prix Wielkiej Brytanii na sześć wyścigów zastąpił go Mika Salo. Nieoczekiwanie Irvine był bardzo bliski zdobycia tytułu mistrza świata kierowców, będąc liderem w klasyfikacji jeszcze przed ostatnim wyścigiem. Chociaż ostatecznie Irvine tytułu nie zdobył, to Ferrari zdobyło tytuł mistrza konstruktorów, po raz pierwszy od sezonu 1983.

## Wyniki
| Legenda oznaczeń w tabelach wyników Wyświetl szablon na nowej stronie | Legenda oznaczeń w tabelach wyników Wyświetl szablon na nowej stronie                                                                     |
| Oznaczenie                                                            | Wyjaśnienie |
| --------------------------------------------------------------------- | --- |
| Złoty                                                                 | Zwycięzca lub mistrzostwo |
| Srebrny                                                               | 2. miejsce lub wicemistrzostwo |
| Brązowy                                                               | 3. miejsce lub II wicemistrzostwo |
| Zielony                                                               | Ukończył, punktował (w klasyfikacji generalnej, gdy zdobył co najmniej jeden punkt na przestrzeni sezonu, poza trzema powyższymi opcjami) |
| Niebieski                                                             | Ukończył, nie punktował (w klasyfikacji generalnej, gdy nie zdobył co najmniej jednego punktu na przestrzeni sezonu)                      |
| Czerwony                                                              | Nie zakwalifikował się (NZ) |
| Czerwony                                                              | Nie prekwalifikował się (NPK) |
| Różowy                                                                | Nie ukończył (NU) |
| Różowy                                                                | Niesklasyfikowany (NS) (w klasyfikacji generalnej, gdy nie został sklasyfikowany w żadnym wyścigu sezonu)                                 |
| Czarny                                                                | Zdyskwalifikowany (DK) |
| Czarny                                                                | Wykluczony (WYK/EX) |
| Biały                                                                 | Nie wystartował (NW) |
| Biały                                                                 | Kontuzjowany (K/INJ) |
| Biały                                                                 | Wyścig odwołany (OD/C) |
| Bez koloru                                                            | Został wycofany (WYC/WD) |
| Bez koloru                                                            | Nie przybył (NP/DNA) |
| Bez koloru                                                            | Nie brał udziału w treningach (NT/DNP) |
| Bez koloru                                                            | Nie został zgłoszony (–) |
| Pogrubienie                                                           | Start z pole position |
| Kursywa                                                               | Najszybsze okrążenie wyścigu |
| †                                                                     | Nie ukończył, ale jego rezultat został zaliczony ze względu na przejechanie więcej niż 90% dystansu wyścigu.                              |
| *                                                                     | Sezon w trakcie |
| 1/2/3                                                                 | Punktowana pozycja w sprincie kwalifikacyjnym                                                                                             |
| Lista systemów punktacji Formuły 1                                    | |

| Sezon | Konstruktor | Kierowcy           | Wyniki w poszczególnych eliminacjach | Wyniki w poszczególnych eliminacjach | Wyniki w poszczególnych eliminacjach | Wyniki w poszczególnych eliminacjach | Wyniki w poszczególnych eliminacjach | Wyniki w poszczególnych eliminacjach | Wyniki w poszczególnych eliminacjach | Wyniki w poszczególnych eliminacjach | Wyniki w poszczególnych eliminacjach | Wyniki w poszczególnych eliminacjach | Wyniki w poszczególnych eliminacjach | Wyniki w poszczególnych eliminacjach | Wyniki w poszczególnych eliminacjach | Wyniki w poszczególnych eliminacjach | Wyniki w poszczególnych eliminacjach | Wyniki w poszczególnych eliminacjach | Wyniki kierowców | Wyniki kierowców | Wyniki konstruktora | Wyniki konstruktora |
| 1999  |             |                    | Australia                            | Brazylia                             | San Marino                           | Monako                               | Hiszpania                            | Kanada                               |                                      | Wielka Brytania                      | Austria                              | Niemcy                               | Węgry                                | Belgia                               | Włochy                               | Unia Europejska                      | Malezja                              | Japonia                              | Pkt.             | Msc.             | Pkt.                | Msc.                |
| ----- | ----------- | ------------------ | ------------------------------------ | ------------------------------------ | ------------------------------------ | ------------------------------------ | ------------------------------------ | ------------------------------------ | ------------------------------------ | ------------------------------------ | ------------------------------------ | ------------------------------------ | ------------------------------------ | ------------------------------------ | ------------------------------------ | ------------------------------------ | ------------------------------------ | ------------------------------------ | ---------------- | ---------------- | ------------------- | ------------------- |
| 1999  | Ferrari     | Michael Schumacher | 8                                    | 2                                    | 1                                    | 1                                    | 3                                    | NU                                   | 5                                    | NU                                   |                                      |                                      |                                      |                                      |                                      |                                      | 2                                    | 2                                    | 44               | 5                | 128                 | 1                   |
| 1999  | Ferrari     | Mika Salo          |                                      |                                      |                                      |                                      |                                      |                                      |                                      |                                      | 9                                    | 2                                    | 12                                   | 7                                    | 3                                    | NU                                   |                                      |                                      | 10               | 10               | 128                 | 1                   |
| 1999  | Ferrari     | Eddie Irvine       | 1                                    | 5                                    | NU                                   | 2                                    | 4                                    | 3                                    | 6                                    | 2                                    | 1                                    | 1                                    | 3                                    | 4                                    | 6                                    | 7                                    | 1                                    | 3                                    | 74               | 2                | 128                 | 1                   |